# Dalila Dalléas Bouzar
Pour les articles homonymes, voir Bouzar.
Dalila Dalléas Bouzar est une artiste algérienne et française née en 1974 à Oran. 

## Biographie
Elle est née en 1974 à Oran en Algérie. Elle grandit à Paris où elle effectue ses études supérieures. Elle opte dans un premier temps pour un cursus scientifique et obtient une licence de biologie à l'Université Paris 6 en 1997. Puis elle change d'orientation en optant pour une carrière artistique, ayant découvert la peinture à Berlin. Elle est diplômée de l’École nationale supérieure des Beaux-Arts de Paris en 2003. Cette même année, elle est lauréate de la Fondation Marcel-Bleustein-Blanchet pour la vocation. Elle retourne  en Algérie, y crée des ateliers de peinture destinés aux femmes, dans le cadre d'une résidence d'artiste,. 
Elle vit à Berlin de 2009 à 2013. En 2012, elle est lauréate du Goldrausch Kunstlerinnen Programme. 
En 2017, elle se voit décerner le prix L’art est vivant lors du Art Paris Art Fair, au Grand Palais à Paris,,. 
En 2021, elle est lauréate du Prix SAM pour l'art contemporain. 
Elle est également l'auteure de performance, telle celle en plein air sur la place de la Concorde à Paris le 20 mars 2021. En 2022 est exposé « Silsila, le voyage des regards » à Institut des cultures d'Islam.
En 2023, elle présente en octobre au Palais de Tokyo à Paris une grande tapisserie de velours noir, brodée, d'inspiration rupestre. Ce projet artistique a été primé et en partie financé en 2021, par l'obtention du prix Sam Art Project.
Elle « vit et crée entre Bordeaux et Oran, et s’érige en « contre ». Contre les rapports de domination hérités du colonialisme ou du patriarcat » selon Télérama en 2022.

## Expositions personnelles (sélection)
- 2023/2024 : Vaisseau infini, Palais de Tokyo, Paris[8]
- 2022 : Silsila, le voyage des regards[1], Institut des cultures d'Islam
- 2019 : Innocente, peinture et performance, galerie Cécile Fakhoury, Abidjan
- 2016 : In her Room, Galerie Cécile Fakhoury, Abidjan
- 2015 : Hoor's dream and Soléman, Galerie Mamia Brétesché, Paris.
- 2012 : Algérie Année 0, Centre culturel français d'Oran, Algérie, puis à Vitry sur Seine, France[2].
- 2011 : Algérie Année 0, Centre culturel français d'Alger, Algérie

## Expositions collectives (sélection)
- 2022 : Silsila, le voyage des regards, ICI, Institut des Cultures d’Islam, Paris
- 2021 
  - Self-Addressed, Jeffrey Deitch  gallery, Los Angeles – Curator Kehinde Wiley
  - Quelque part entre le silence et les parlers, Maison des arts, centre d’art contemporain de Malakoff, commissaire Florian Gaité
  - Memoria : récits d'une autre Histoire, FRAC Nouvelle-Aquitaine MÉCA, curator Nadine Hounkpatin et Céline Seror
  - D’ailleurs je viens d’ici, La Comédie de Caen – CND de Normandie
  - Un pied sur terre, galerie Cécile Fakhoury, Paris
- 2020
  - Love etc., Musée Bargoin, Festival International des Textiles Extra Ordinaires, Clermont-Ferrand
  - Regards hors - champs et paysage dans la collection agnès b., La Fab., Paris
- 2019     
  - Museum&Alterity, colloque/exposition/performance, dirigés par Falwine Sarr, Musée des civilisations noires, Dakar
  - Studio Orient au féminin – Performance, Musée du Quai Branly - Jacques Chirac, Paris            
  - Tout passe sauf le passé, performance et séminaire, Musée d’Aquitaine, Bordeaux
  - Sorcières ! Centre d’art H2M, curatée par Marie de Paris, Bourg-en-Bresse     
  -   TATOO, Kaohsiung Museum of Fine Arts, Taïwan